# 461st Air Control Wing
La 461st Air Control Wing est une unité conjointe de l'Armée de l'air et de l'armée des États-Unis aux commandes de l'ensemble de la flotte d'avion E-8 J-STARS. L'unité est affectée à la Ninth Air Force de l'Air Combat Command, et est stationnée à Robins Air Force Base, en Géorgie. Elle est activée le 1er octobre 2011.
Initialement activée comme unité de bombardier tactique par le Tactical Air Command (TAC) dans les années 1950, elle emploie des Douglas B-26 Invaders en attendant la livraison de son Martin B-57 Canberras. Elle est mise en sommeil en 1958, lorsque le TAC transfère la Blytheville Air Force Base (en) au Strategic Air Command (SAC). L'unité est organisée comme une wing stratégique par le SAC à Amarillo Air Force Base (en), au Texas, en 1963. L'unité utilise des bombardiers stratégiques Boeing B-52 Stratofortress et des avions de ravitaillement en vol Boeing KC-135 Stratotanker. Elle déploie des avions et des équipages sur la Andersen Air Force Base, à Guam, pour des opérations de combat en Asie du Sud-Est. L'unité est désactivée en mars 1968 avec le retrait des B-52 et la fermeture imminente d'Amarillo.

## Mission
La 461st Air Control Wing est la seule unité de l'US Air Force en service actif exploitant le système radar E-8C (Joint STARS), un système avancé de surveillance au sol et de gestion de combat. Joint STARS détecte, localise, classe, suit et cible les mouvements au sol sur le champ de bataille, communiquant des informations en temps réel via des liaisons de données sécurisées avec les postes de commandement des forces américaines.

## Unités
- Headquarters 461st Air Control Wing
  - 461st Operations Group (en)
    - 12th Airborne Command and Control Squadron (en)  – E-8C JSTARS
    - 16th Airborne Command and Control Squadron (en)  – E-8C JSTARS
    - 330th Combat Training Squadron (en)

  - 461st Maintenance Group
    - 461st Maintenance Squadron (461 MXS)

## Historique

### Tactical Air Command

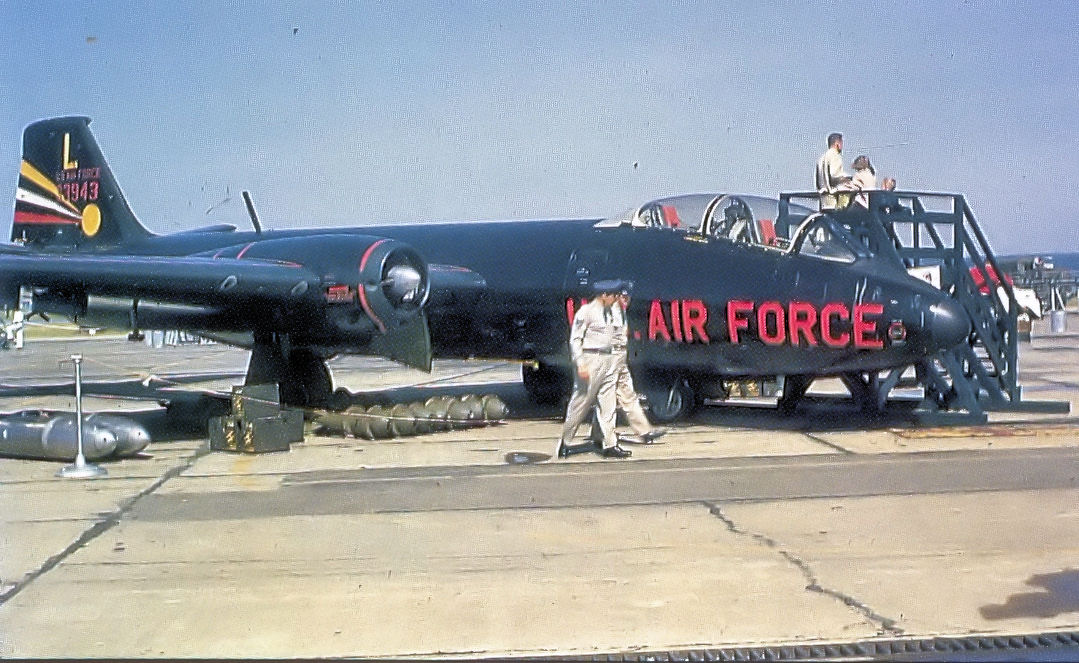
B-57 Canberra de la 461st Bombardment Wing

Poussée par l'expérience de la guerre de Corée, l'US Air Force décide d'augmenter ses capacités d'appui aérien et d'interdiction aérienne pour soutenir les forces terrestres. Dans le cadre de cette augmentation, elle crée la 461st Bombardment Wing à Hill Air Force Base, en décembre 1953. La wing est destinée à être une unité dotée de Martin B-57 Canberra, mais ces avions n'étant pas disponibles, elle est initialement équipée avec Douglas B-26 Invaders. Les cadres de l'escadron sont issus du 4th Tow Target Squadron de la George Air Force Base. Les installations de Hill nécessitent une rénovation, et la formation du personnel ne débute qu'en juillet 1954.
L'unité s'entraînee aux opérations de bombardements et participe à des exercices, y compris des déploiements simulés. Le 5 janvier 1955, elle reçoit son premier B-57B, et est entièrement équipé à la fin de l'année. Cependant, l'espace de stationnement et de hangar de Hill est insuffisant pour les B-57, au moment où les appareils commencent à arriver, l'unité prévoit déjà un déménagement vers Blytheville Air Force Base (en), qui est en cours de chantier par le Corps of Engineers pour une réouverture en 1955,. Le premier escadron opérationnel de l'unité déménage de Hill à Blytheville en octobre 1955. Son dernier escadron est en place le 1er mars 1956, et il est rejoint par le quartier général de la Wing et les unités de soutien en avril.
Le passage au Canberra apporte un certain nombre de changements. Le nouvel avion subit plusieurs périodes de mise au sol (la wing subit quatre accidents majeurs lors de sa conversion au Canberra), et fait face à une pénurie de personnel navigant disponible. La mission de l'unit suit également des changements, la délivrance d'armes nucléaires tactiques ayant priorité sur la livraison d'armes conventionnelles. Les escadrons et le groupe opérationnels de la wing sont mis en sommeil en janvier 1958 alors que le Tactical Air Command, sous des pressions budgétaires, se prépare à transférer Blytheville au Strategic Air Command (SAC). Le quartier général de la wing et les éléments de soutien sont désactivés le 1er avril 1958, transférant la base au 4229th Air Base Squadron du SAC.

### Strategic Air Command

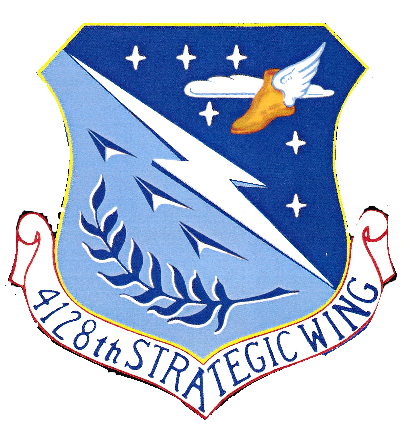
Embête de la 4128th Strategic Wing

#### 4128th Strategic Wing
Le 5 janvier 1959, le SAC active la 4128th Strategic Wing à Amarillo Air Force Base (en), et l'assigne à la 47th Air Division (en) dans le cadre du plan du SAC de disperser ses bombardiers lourds Boeing B-52 Stratofortress sur un plus grand nombre de bases, ce qui rend plus difficile pour l'Union soviétique de frapper toute la flotte avec une première frappe surprise. L'unité comprend initialement trois escadrons de maintenance et un escadron pour assurer la sécurité des armes spéciales. Le 1er juillet, le 58th Aviation Depot Squadron est activé pour superviser les armes spéciales de la wing qui est transférée à la 810th Air Division (en).
La wing devient opérationnelle le 1er février 1960 lorsque le 718th Bombardment Squadron (en), composé de 15 B-52, déménage à Amarillo depuis Ellsworth Air Force Base, où il était l'un des trois escadrons de la 28th Bombardment Wing,. Un tiers des aéronefs de la wing sont maintenus en alerte de quinze minutes, entièrement ravitaillés, armés et prêts pour le combat. En 1962, cette quantité est portée à la moitié des avions de la wing. Le 4128th (et plus tard le 461st) continue à maintenir un engagement d'alerte jusqu'à ce qu'il soit désactivé, sauf pendant les périodes où la wing est déployée. Le 1er juillet 1962, la 4128th Wing est réaffectée à la 22d Air Division (en).
Peu de temps après la détection de missiles soviétiques à Cuba, le 20 octobre 1962, la 4128th Wing reçoit l'ordre de mettre en alerte deux bombardiers supplémentaires. Deux jours plus tard, 1/8 des B-52 du SAC sont mis en alerte aérienne. Le 24 octobre, le SAC passe en DEFCON 2, mettant tous ses avions de combat en alerte. Le 21 novembre, les tensions liées à la crise des missiles de Cuba s'atténuent et le SAC revient à une position d'alerte normale.

#### 461st Bombardment Wing

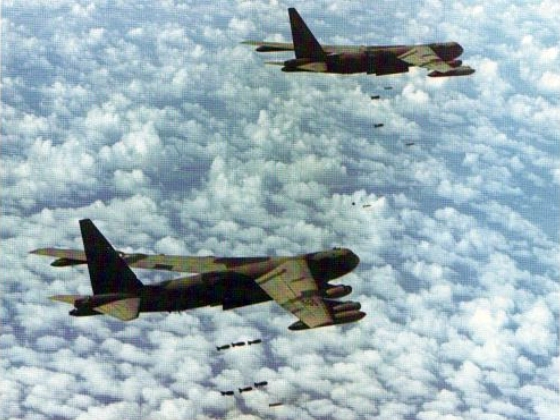
B-52 Stratofortresses en mission en Asie du Sud-Est

En 1962, afin de perpétuer la lignée de nombreuses unités de bombardement alors inactives avec d'illustres registres de la Seconde Guerre mondiale, le quartier général SAC reçoit l'autorisation du quartier général de l'USAF de mettre fin à ses wing stratégiques contrôlées par le Major Command (MAJCON) d'activer l'air des unités contrôlées par l'Air Force (AFCON), dont la plupart sont inactives à l'époque. En conséquence, le 4128th est remplacé par le 461st Bombardment Wing, réactivé, qui reprend sa mission, son personnel et son équipement le 1er février 1963.
De la même manière, le 764th Bombardment Squadron (en), l'un des escadrons de bombardements historiques de la Seconde Guerre mondiale de l'unité, remplace le 718th Bombardment Squadron. Le 58th Munitions Maintenance Squadron est réaffecté au 461st, tandis que les autres escadrons de maintenance et de sécurité du 4128th prennent la désignation de la 461st. Chacune des nouvelles unités récupère le personnel, l'équipement et la mission de son prédécesseur.
En avril 1963, la wing acquiert une capacité de ravitaillement en vol pour ses bombardiers lorsque le 909th Air Refueling Squadron (en) est activé avec des ravitailleurs KC-135. Le 909th reste au sein de la wing jusqu'en juin 1966, date à laquelle il déménage sur la March Air Force Base. La wing continue de s'entraîner avec des B-52 afin de maintenir ses compétences en bombardement lourd, et participe à de nombreuses inspections de l'état de préparation opérationnelle et à des exercices militaires.
En janvier 1967, la wing déploie ses avions et ses équipages sur la Andersen Air Force Base, à Guam, où ils effectuent des missions en Asie du Sud-Est dans le cadre d'une wing de bombardement provisoire participant à l'Opération Arc Light (en). Les avions et le personnel reviennent à Amarillo en juillet, où ils reprennent l'alerte nucléaire. Cependant, en décembre 1965, quelques mois après que les premiers B-52B aient commencé à quitter l'inventaire opérationnel, Robert S. McNamara, secrétaire à la Défense annonce un autre programme qui réduirait davantage la force de bombardement du SAC. Le programme prévoit le retrait à la mi-1971 de tous les B-52C et de plusieurs modèles B-52 ultérieurs. De plus, en janvier 1968, la fermeture d'Amarillo est annoncée pour la fin de l'année. Le dernier B-52 opérationnel de la wing est transféré dans une autre unité le 21 janvier 1968 et l'unité est mise en sommeil le 25 mars.

### Air Combat Command
La 116th Air Control Wing (en) de la Garde nationale aérienne de Géorgie (en) fonctionne comme une unité composite, avec des membres de la garde et des membres de l'Air Force dans la même unité. Cependant, cet arrangement s'avère problématique dans des domaines tels que la juridiction de la justice militaire et dans d'autres domaines. L'US Air Force décide de créer des unités distinctes en 2011, et la wing est rebaptisée 461st Air Control Wing et activée en octobre 2011 lorsque l'Air Force assume la responsabilité associée de la 116th Air Control Wing pour la mission JSTARS. Les 16 avions de la flotte sont sous sa responsabilité. En 2022, quatre avions doivent être retirés du service.

## Lignée
- Créée en tant que 461st Bombardment Wing, le 11 décembre 1953

Activée le 23 décembre 1953
Renommée 461st Bombardment Wing, le 1er octobre 1955
Mise en sommeil le 1er avril 1958
- Mise en service sous le nom de 461st Bombardment Wing, le 15 novembre 1962

Activée le 15 novembre 1962
Organisée le 1er février 1963
Mise en sommeil le 25 mars 1968
- Renommée 461st Air Control Wing le 1er septembre 2011

Activée le 1er octobre 2011

### Gestion
- Ninth Air Force, 23 décembre 1953- 1er avril 1958 (rattachée à la Nineteenth Air Force (en), 15 avril 1956 - 1er avril 1958)
- Strategic Air Command, 15 novembre 1962
- 22d Strategic Aerospace Division, 1er février 1963
- 819th Strategic Aerospace Division (en), 1er juillet 1964
- Second Air Force (en), 1er juillet 1965
- 19th Air Division (en), 2 juillet 1966 - 25 mars 1968
- Ninth Air Force, de le 7 octobre 2011

### Composantes

#### Groups
- 461st Bombardment Group (plus tard 461st Operations Group), 23 décembre 1953 - 8 janvier 1958, depuis le 1er octobre 2011
- 461st Maintenance & Supply Group (plus tard 461st Maintenance Group), 23 décembre 1953 - 8 janvier 1958, depuis le 1er octobre 2011[23],[24]
- 461st Air Base Group, 23 décembre 1953 - 1er avril 1958[23],[24]

#### Squadrons
Opérationnels
- 764th Bombardment Squadron, 1er février 1963 - 25 mars 1968
- 909th Air Refueling Squadron, 1er avril 1963 - 25 juin 1966

Maintenance
- 58th Munitions Maintenance Squadron, 1er février 1963 - 25 mars 1968
- 461st Armament & Electronics Maintenance Squadron, 1er février 1963 - 25 mars 1968
- 461st Combat Defense Squadron (plus tard 461st Security Police Squadron),1er février 1963 - 25 mars 1968
- 461st Field Maintenance Squadron, 1er février 1963 - 25 mars 1968
- 461st Organizational Maintenance Squadron, 1er février 1963 - 25 mars 1968

Autres
- 461st Tactical Infirmary (plus tard 461st Tactical Hospital), 8 avril 1956 - 1er avril 1958[25]
- 4463d USAF Infirmary, 8 avril 1956 - 1er avril 1958[25]

### Bases
- Hill Air Force Base, Utah, 23 décembre 1953 - 8 avril 1956
- Blytheville Air Force Base, Arkansas, 8 avril 1956 - 1 avril 1958
- Amarillo Air Force Base, Texas, 1er février 1963 - 28 mars 1968
- Robins Air Force Base, Géorgie, depuis le 7 octobre 2011

### Appareils
- Douglas B-26 Invader, 1953 - 1956
- Douglas C-47 Skytrain, 1954 - 1956
- Martin B-57 Canberra, 1955 - 1958
- Boeing B-52 Stratofortress, 1963 - 1968
- Boeing KC-135 Stratotanker, 1963 - 1966
- E-8C Joint STARS, depuis 2011

### Récompenses et décorations
| Récompense                            | Dates                           | Observations           |
| ------------------------------------- | ------------------------------- | ---------------------- |
| Air Force Meritorious Unit Award (en) | 1er octobre 2011 - 31 mars 2012 | 461st Air Control Wing |
| Air Force Meritorious Unit Award      | 1er avril 2012 - 31 mai 2013    | 461st Air Control Wing |
| Air Force Meritorious Unit Award      | 1er juin 2014 - 31 mai 2015     | 461st Air Control Wing |
| Air Force Meritorious Unit Award      | 1er juin 2015 - 31 mai 2016     | 461st Air Control Wing |
| Air Force Meritorious Unit Award      | 1er juin 2016 - 31 mai 2017     | 461st Air Control Wing |
| Air Force Outstanding Unit Award      | 1er juillet 1966-30 juin 1967   | 461st Bombardment Wing |
| Air Force Outstanding Unit Award      | 1er juin 2013 - 31 mai 2014     | 461st Air Control Wing |

| Campagne                                                       | Dates            | Observations           |
| -------------------------------------------------------------- | ---------------- | ---------------------- |
| Médaille du service de la guerre mondiale contre le terrorisme | 1er octobre 2011 | 461st Air Control Wing |